# Jiancha (köpinghuvudort i Kina, Guizhou Sheng, lat 28,15, long 107,97)
Jiancha (kinesiska: 煎茶, 煎茶镇, 煎茶溪) är en köpinghuvudort i Kina. Den ligger i provinsen Guizhou, i den sydvästra delen av landet, omkring 210 kilometer nordost om provinshuvudstaden Guiyang. Antalet invånare är 31 789. Befolkningen består av 15 757 kvinnor och 16 032 män. Barn under 15 år utgör 28,0 %, vuxna 15-64 år 61 %, och äldre över 65 år 9,0 %.